# Hochschule für angewandte Wissenschaften Ansbach

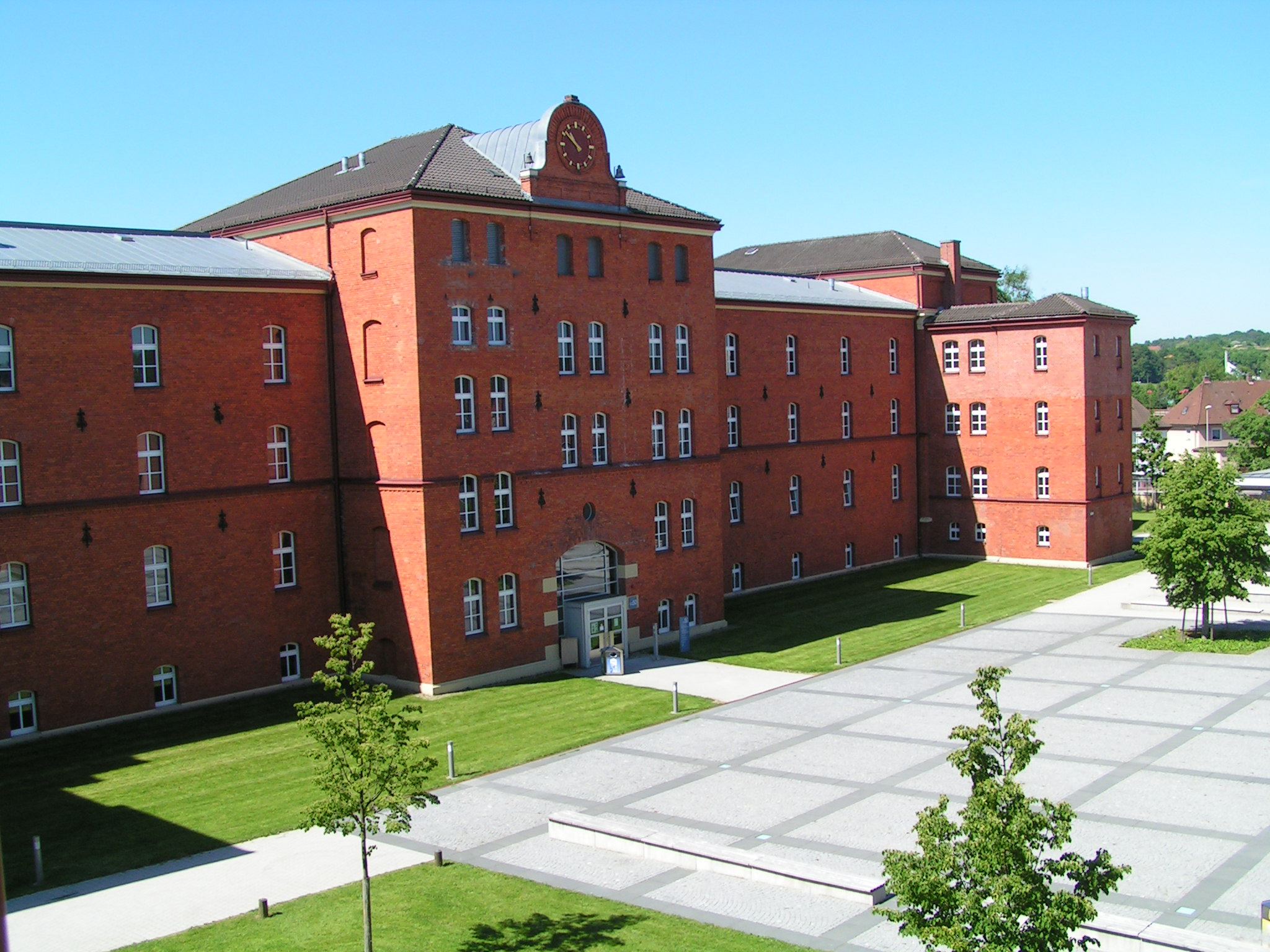
Im Hauptgebäude 5350 befinden sich Seminarräume, das Hans-Maurer-Auditorium sowie das Rechenzentrum

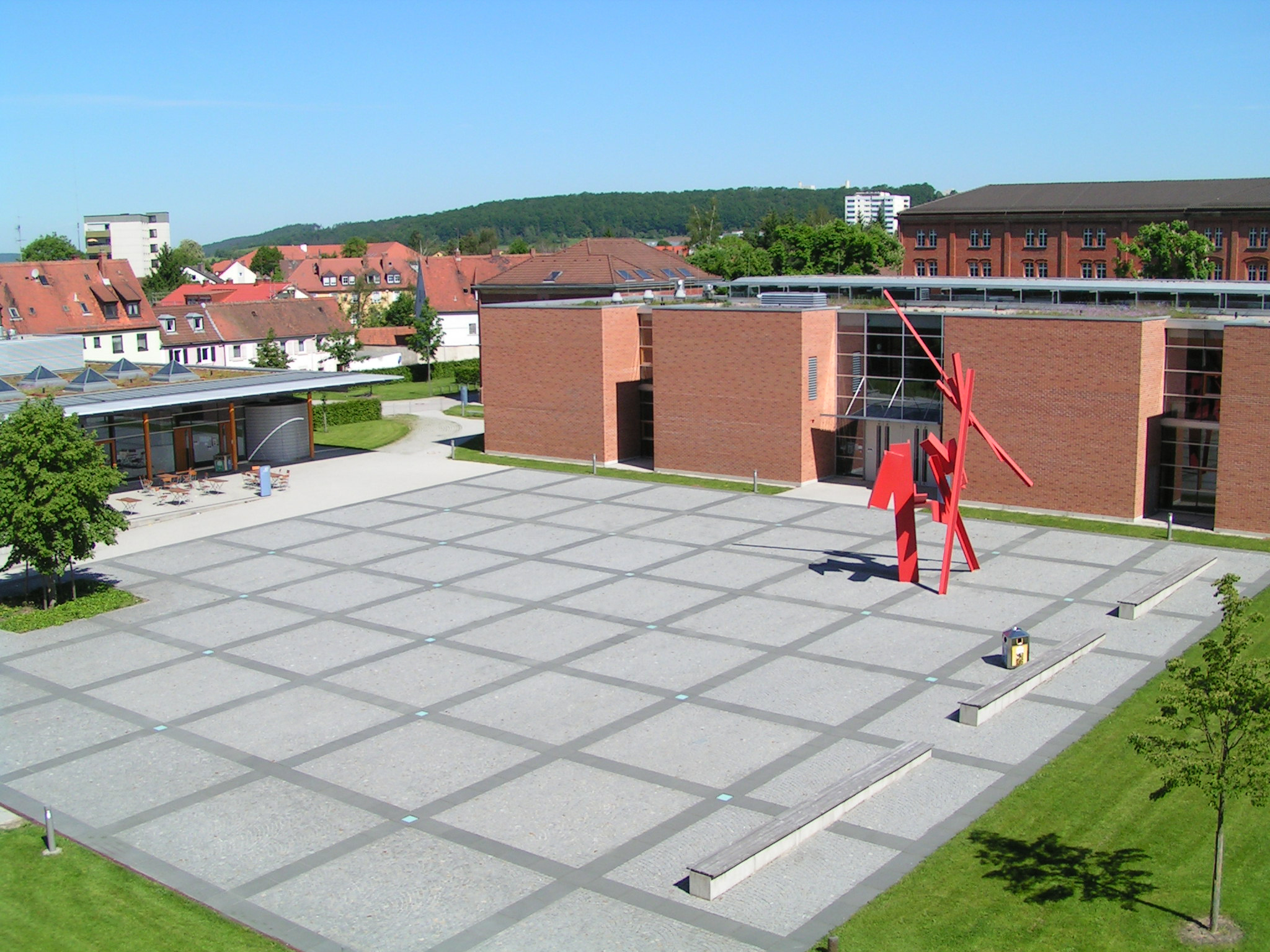
Mensa (links) und Bibliotheksgebäude 5370 (rechts)

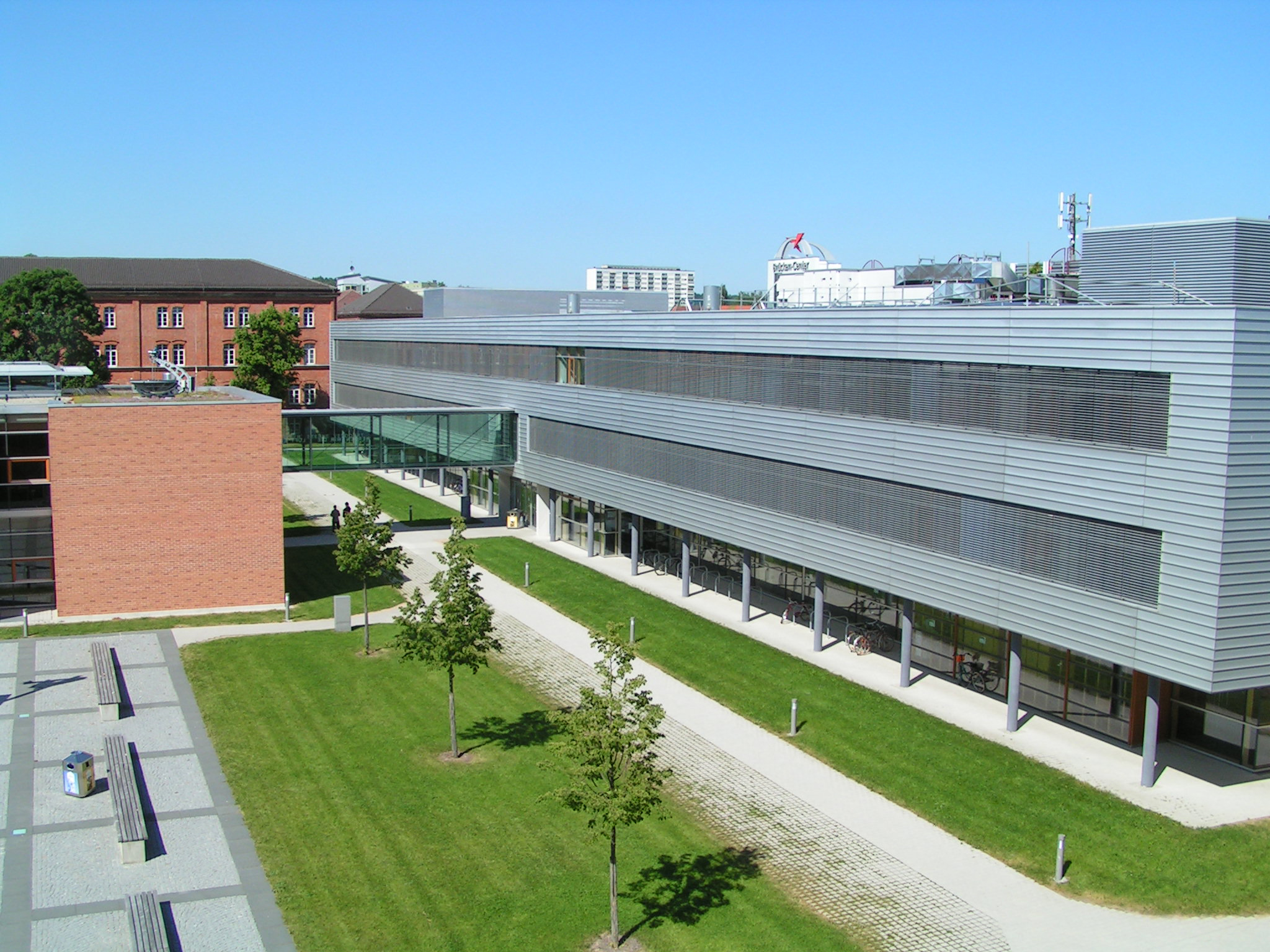
Gebäude 5392 beherbergt die Medienstudiengänge und ingenieurwissenschaftliche Labore

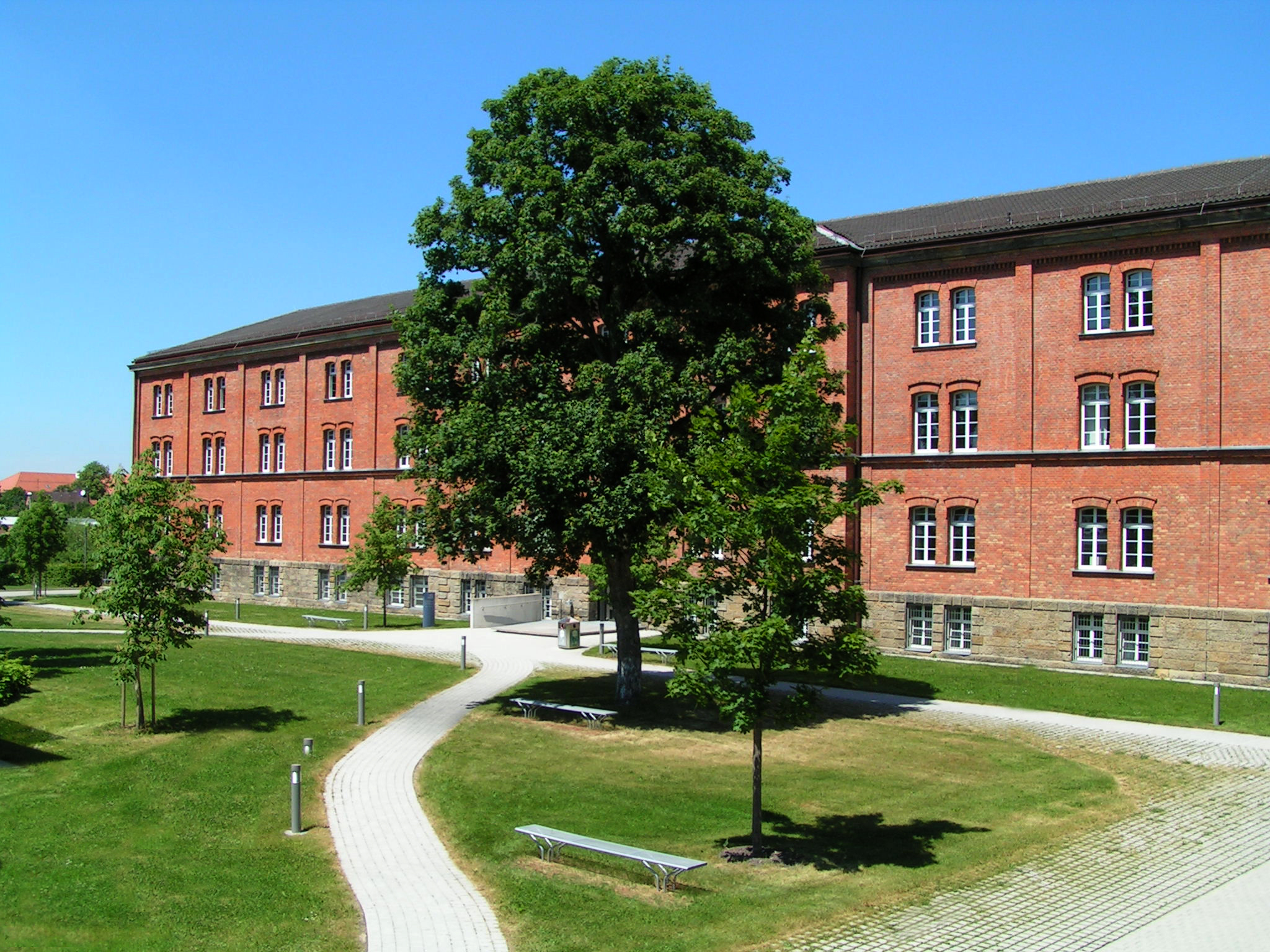
Gebäude 5351 des Studienganges Wirtschaftsingenieurwesen

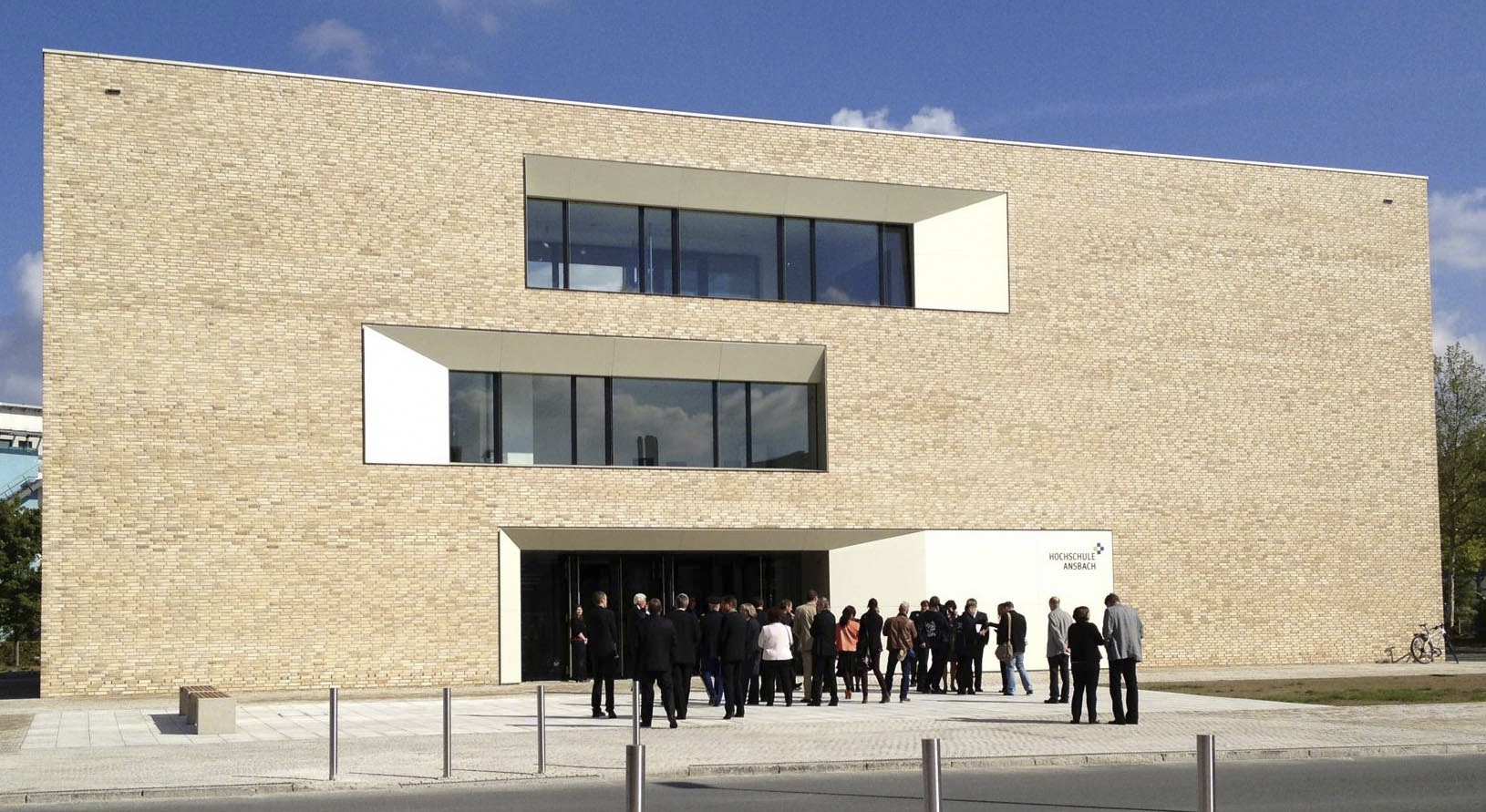
Gebäude 5354 auf dem Nordgelände wurde 2012 eröffnet und beherbergt u. a. den Gerhard-Mammen-Hörsaal und das CampusCenter

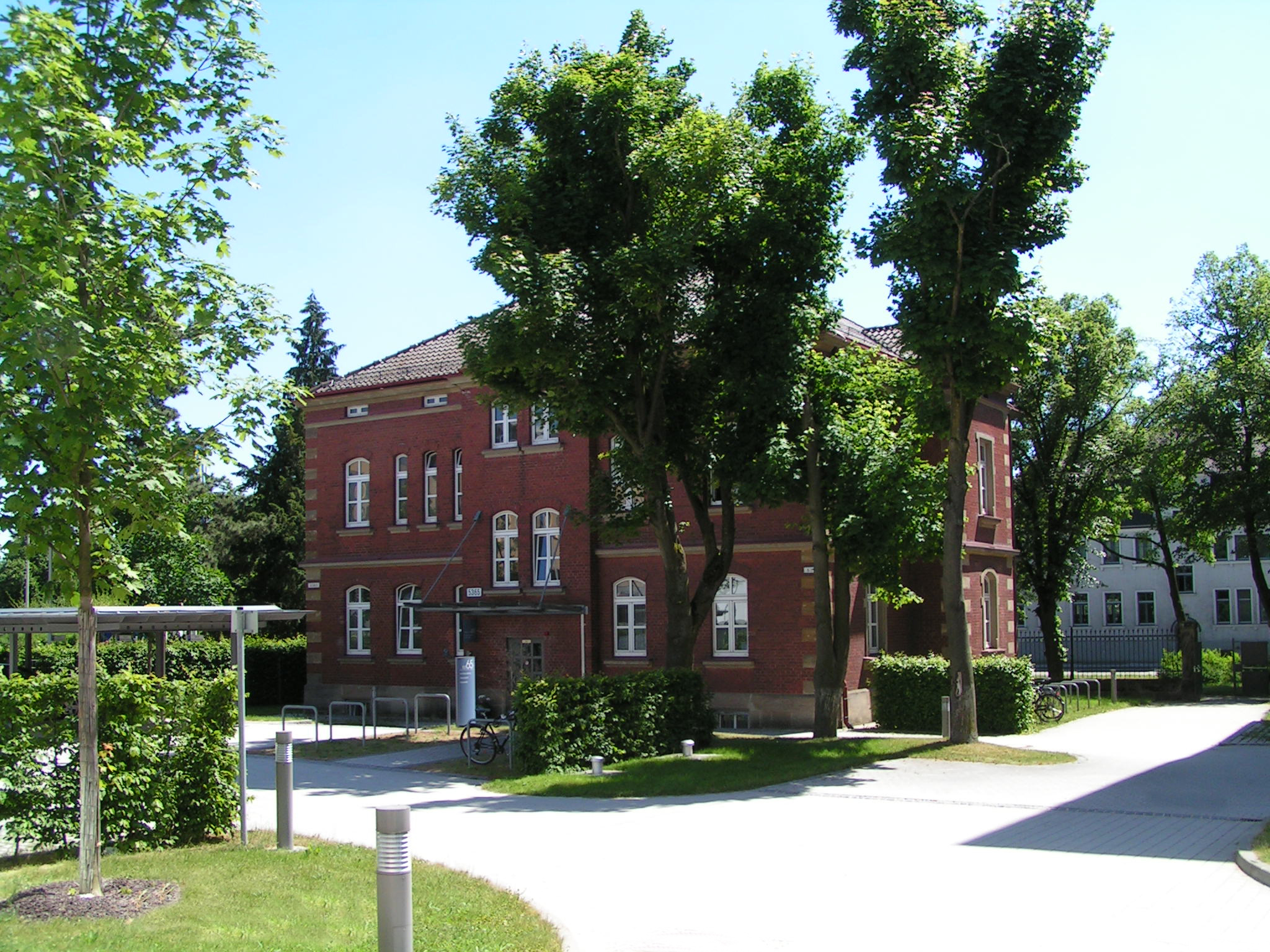
Die Hochschulleitung in Gebäude 5365 befindet sich am Rande des Campus

Die Hochschule für angewandte Wissenschaften Ansbach (kurz Hochschule Ansbach, bis 2009: Fachhochschule Ansbach) ist eine staatliche Fachhochschule in Ansbach, Mittelfranken. Seit 2008 ist sie Partnerhochschule des Deutschen Olympischen Sportbunds (DOSB) und kann zahlreiche Deutsche Meister, Olympiasieger und Weltmeister unter ihren Alumni verzeichnen.

## Hochschule Ansbach
Die Hochschule Ansbach wurde 1996 unter dem Namen Fachhochschule Ansbach gegründet.
2009 erfolgte die Umbenennung in Hochschule für angewandte Wissenschaften – Fachhochschule Ansbach, und 2013 wurde sie gemäß einer geänderten Satzung in Hochschule für angewandte Wissenschaften Ansbach neu benannt. Die Hochschule behält nach wie vor ihren Status als Fachhochschule bei.
Die Hochschule Ansbach gehört zu den neuen staatlichen Hochschulen des Freistaates Bayern. Zu Beginn des Wintersemesters 2023/24 verzeichnete sie 3.782 Studierende in 38 verschiedenen Studiengängen sowie über 95 Professuren in den drei Fakultäten Wirtschaft, Technik und Medien. Der Anteil der ausländischen Studierenden belief sich auf etwa fünf Prozent.
Im Jahr 1998 wurde die Hochschule Ansbach Gründungsmitglied im MedienCampus Bayern, dem Dachverband für die Medienaus- und Weiterbildung in Bayern und ist zudem Mitglied der High-Tech-Offensive Bayern.
Im Jahr 2023 wurde die Hochschule Ansbach im Verbund mit der OTH Amberg-Weiden für das Themenfeld Ressourceneffizienz und Digitalisierung das eigenständige Promotionsrecht verliehen.

## Standorte
Die Hochschule Ansbach ist neben ihrem Hauptstandort in Ansbach ebenfalls an den vier Außenstellen in Herrieden, Weißenburg, Feuchtwangen und Rothenburg (o.d.T.) präsent. In der Stadt Ansbach selbst hat sie neben dem Hauptcampus noch Standorte in der Brauhausstraße, am Pixel Campus und am Retti Campus. Darüber hinaus ist die Hochschule mit einem Büro auf dem Energiecampus in Nürnberg vertreten.

### Campus Herrieden
Am Standort Herrieden bündelt die Hochschule Ansbach Studienangebote im Bereich Total Productive Management (TPM) durch das CETPM in realistischer Umgebung. Im Modell-Produktionsbetrieb Lehrfabrik wird mit echten Maschinen sowie echten Produkten gearbeitet und Lehrinhalte aus dem Bereich Operational Excellence vermittelt. Im angeschlossenen Lehrbüro werden alle Prozesse im administrativen Bereich (Office Excellence) in einem realen Büroumfeld durchlaufen. Am Campus Herrieden ist der berufsbegleitende Bachelorstudiengang Wertschöpfungsmanagement angesiedelt.

### Campus Weißenburg
Im Januar 2013 haben sich die Hochschule Ansbach und die Technische Hochschule Deggendorf sowie die Große Kreisstadt Weißenburg in Bayern und der Landkreis Weißenburg-Gunzenhausen zusammengeschlossen, um das Technologie- und  Studienzentrum kunststoffcampus bayern am Studienort Weißenburg zu gründen. Die Hochschule Ansbach übernimmt dabei den Part des Studienzentrums. Hierbei sollen das Technologie- und Studienzentrum eng miteinander verzahnt sein, sodass die Hochschule Ansbach das Technologiezentrum sowohl für Forschungsprojekte als auch zur Ausbildung nutzen kann. Am Campus Weißenburg sind die berufsbegleitenden Bachelorstudiengänge Angewandte Kunststofftechnik sowie Strategisches Management angesiedelt.

### Campus Feuchtwangen
In Zusammenarbeit mit der Stadt Feuchtwangen und der Bayerischen BauAkademie wurde im Spätsommer 2014 eine weitere Außenstelle der Hochschule Ansbach ins Leben gerufen – der Campus Feuchtwangen. Hier sind der Bachelorstudiengang Angewandte Ingenieurwissenschaften sowie die Masterstudiengänge Smart Energy Systems und Sustainable Building Systems angesiedelt. Hier liegt der Fokus auf der Verknüpfung von interdisziplinären Elementen der Versorgungs-, Automatisierungs, Gebäude- und Haustechnik mit den Grundlagen des Bauingenieurwesens. Im November 2022 erfolgte der offizielle Spatenstich zur Erweiterung des Campus durch den Bayerischen Staatsminister für Wissenschaft und Kunst, Markus Blume. Im Zuge der Baumaßnahmen erhält der Campus Feuchtwangen neben der bestehenden Laborhalle ein Lehrsaalgebäude mit Seminarräumen, Büros und einem großen Hörsaal.

### Campus Rothenburg
Im Sommer 2015 hat der Standort Rothenburg ob der Tauber grünes Licht von der Bayerischen Staatsregierung erhalten, was den Beginn einer umfangreichen Modernisierung der früheren Luitpoldgrundschule markierte. Bereits 2017 konnte der Lehrbetrieb am neuen Campus in Rothenburg aufgenommen werden. Die offizielle Einweihung folgte im darauffolgenden Jahr, 2018. Das denkmalgeschützte Gebäude der Luitpoldgrundschule aus dem Jahr 1901 wurde mit einem modernen Innenleben versehen. Neben Seminarräumen, die auch Live-Übertragungen zu anderen Hochschulen ermöglichen, bietet der Campus Lern- und Kreativräume, eine Bibliothek, Multimediaräume, einen Academic-Dining-Room sowie ein Auditorium mit Keynote-Stage. Seit 2016 ist am Campus Rothenburg der Bachelorstudiengang Interkulturelles Management in Kooperation mit der Technischen Hochschule Aschaffenburg angesiedelt. Der Campus ist seit 2020 zudem Lehrstandort für den Masterstudiengang Digital Marketing, dessen Vorlesungen im Blended-Learning-Modus, einer Kombination aus Onlinestudium und Präsenzveranstaltungen, stattfinden. Die Lehre im Blended-Learning-Modus bietet den Studierenden größtmögliche Flexibilität. Am Campus Rothenburg studieren rund zehn Prozent der, an der Hochschule Ansbach immatrikulierten, Studierenden.

### Brauhausstraße
Etwas nordöstlich und damit außerhalb des Campus liegt das Bürogebäude in der Brauhausstraße. Hier ist vor allem die Weiterbildungseinrichtung der Hochschule, die School of Business and Technology, zu Hause.

### Pixel Campus
Zentral in Ansbach gelegen, zwischen Reitbahn und Rathaus, findet man in einer der schönsten Straßen Ansbachs den Pixel Campus. Die schmucken Räumlichkeiten dienen als medialer Showroom der Hochschule. Gleichzeitig ist er die Schnittstelle für Kooperationen zwischen Studierenden, Unternehmen und Alumni. Hier ist auch die Gründungsberatung der Hochschule Ansbach angesiedelt.

### Retti Campus
Die neueste bauliche Errungenschaft der Hochschule Ansbach liegt nordöstlich vom Zentralcampus in der namensgebenden Rettistraße. Auf dem ehemaligen Gelände der Telekom bespielt die Hochschule auf circa 2.000 Quadratmetern zukunftsgewandte Studiengebiete. Außerdem haben dort das Zentrum für angewandte KI und Transfer AN[ki]T sowie das Mittelstand-Digital Zentrum Franken ihre Heimat gefunden.

### Technologietransferzentren
Die Hochschule Ansbach betreibt zwei Technologietransferzentren (TTZ) – in Neustadt an der Aisch und in Stein.
Das Technologietransferzentrum für Secure & Smart Data & Process Management Neustadt an der Aisch wird in Zusammenarbeit mit der Stadt Neustadt a. d. Aisch und dem Landkreis Neustadt a.d. Aisch-Bad Windsheim betrieben. Es konzentriert sich auf den sicheren Einsatz von Künstlicher Intelligenz (KI) für Daten- und Prozessmanagement in Unternehmen. Durch eine enge Zusammenarbeit mit lokalen Unternehmen und Organisationen soll die regionale Wirtschaft gestärkt und innovative Entwicklungen vorangetrieben werden.
Das Technologietransferzentrum für Digitalisierung in der notfallmedizinischen Bildung Stein basiert auf dem Institut für Notfallmedizinische Bildung (INOB), welches seit Oktober 2021 ein AN-Institut der Hochschule Ansbach ist. In Kooperation mit der Arbeitsgemeinschaft Notfallmedizin Fürth (AGNF) und dem Klinikum Fürth konzentriert sich das Zentrum auf die Digitalisierung in der notfallmedizinischen Bildung durch den Einsatz moderner Methoden wie KI und Virtual Reality (VR). Neben Aus- und Weiterbildung liegt ein Schwerpunkt auch auf Bildungsforschung im Bereich Notfallmedizin, Rettungswesen und Patientensicherheit.
Beide Einrichtungen werden durch Stiftungsprofessuren unterstützt, die von regionalen Unternehmen und Organisationen bereitgestellt werden. Diese Professuren übernehmen den Aufbau und die wissenschaftliche Leitung der TTZs und sollen ein Netzwerk mit der regionalen Wirtschaft und Organisationen aufbauen.

## Präsidenten
- 1996–2003: Bernhard Krämer
- 2003–2012: Gerhard Mammen
- 2012–2020: Ute Ambrosius[21][22]
- 2021-heute: Sascha Müller-Feuerstein[23]

## Geschichte
Mit dem Ziel, die Georg-Simon-Ohm-Fachhochschule Nürnberg zu entlasten, wurde im Jahr 1991 beschlossen, eine Abteilung der Fachhochschule Nürnberg in Ansbach zu errichten. Hierfür wurde ein Gründungsbeirat einberufen, dessen Vorsitz der damalige Rektor der Georg-Simon-Ohm-Fachhochschule, Helmut Stahl, übernahm. 1992 wurde Bernhard Krämer zum Gründungsbeauftragten für den Fachbereich Betriebswirtschaft II am Standort Ansbach bestellt und noch im selben Jahr wurde der Bauantrag eingereicht. Im Jahr 1994 kam der Wissenschaftsrat zu dem Schluss, dass die Region Westmittelfranken grundsätzlich für den Aufbau einer eigenständigen Fachhochschule Ansbach geeignet wäre. Daraufhin wurde ein Strukturbeirat eingesetzt, um ein umfassendes Konzept zur Organisation und fachlichen Aufteilung des Studienangebots für die eigenständige Fachhochschule Ansbach zu erarbeiten. Der Bayerische Landtag beschloss schließlich im Jahr 1996 die Gründung der Fachhochschule Ansbach.
Mit Wirkung vom 1. Juni 1996 wurde Bernhard Krämer zum Präsidenten der Fachhochschule Ansbach bestellt. Durch einen Vertrag zwischen dem Freistaat Bayern und der Stadt Ansbach erhielt die Fachhochschule Ansbach unentgeltlich Räume für eine vorläufige Geschäftsstelle in der Schalkhäuser Straße und die erforderlichen Sachmittel zur Aufrechterhaltung des Geschäftsbetriebes. Die endgültige Unterbringung der Fachhochschule sollte auf einem Teil des Geländes der ehemaligen Hindenburgkaserne erfolgen. Innerhalb von fünf Monaten entstanden in drei der bereits bestehenden Gebäude auf dem Kasernengelände (Gebäude 5365, 5353 und 5370) Hörsäle, Seminarräume, eine vorläufige Bibliothek, ein moderner PC-Pool sowie Räume für die Allgemeine und die Studien-Verwaltung. Somit waren die räumlichen Voraussetzungen für einen Studienbeginn zum 1. Oktober 1996 geschaffen. Ab 1997 erfolgte der Umbau des Gebäudes 5351 für die Studienrichtung Ingenieurwesen. Kurz darauf folgten der Umbau des Zentralgebäudes 5350, der Ausbau der Bibliothek im Gebäude 5370 sowie der Neubau eines Labor- und Lehrsaalgebäudes (5392) und der Mensa (5387). Im Jahr 2011 wurde der Erweiterungsbau der Bibliothek fertiggestellt. Im September 2012 wurde schließlich der Neubau auf dem Nordgelände (5354) vom Bayerischen Staatsminister für Wissenschaft, Forschung und Kunst, Wolfgang Heubisch, eingeweiht.

### Gelände
Der Campus, der sämtliche Gebäude einschließlich des Studentenwohnheims umfasst, ist bequem in 20 Minuten zu Fuß vom Bahnhof Ansbach erreichbar. Er befindet sich am nördlichen Rand des Zentrums der Stadt Ansbach. Das „70er“-Gebäude, mit der im Jahr 2001 renovierten und 2011 erweiterten Bibliothek, bildet das Herzstück des Campus. Zudem befinden sich das Studentenwohnheim Schöneckerstraße sowie der 2012 fertiggestellte Neubau 5354 auf dem Nordgelände.
Über 250 Jahre lang, war das Gelände der heutigen Hochschule ein Standort für stationierte Soldaten. Im 18. Jahrhundert wurde nach Plänen des markgräflichen Baudirektors Carl Friedrich von Zocha eine Ulanen-Kaserne errichtet. Während der Zeit des Kaiserreiches ersetzte die um 1900 gebaute Hindenburgkaserne die veraltete Anlage. Diese Kaserne wurde sowohl vom Deutschen Heer als auch später von der Reichswehr und Wehrmacht genutzt. Nach dem Ende des Zweiten Weltkriegs 1945 wurde das Gelände von der US Army Europe übernommen. Nach deren Abzug im Jahr 1992 wurde es von der US-Administration an den Freistaat Bayern übergeben und anschließend aufgeteilt. Auf dem westlichen Teil befindet sich heute der Campus der Hochschule, während 1997 auf dem östlichen Teil das Einkaufszentrum Brücken-Center eröffnet wurde. Während der Bauarbeiten zur Erweiterung der Bibliothek wurden im August 2010 Überreste eines barocken Militärfriedhofes mit 70 Gräbern entdeckt. Die gefundenen Gebeine wurden in der Anthropologischen Staatssammlung München archiviert. Nach der Freilegung durch das Bayerische Landesamt für Denkmalpflege konnten die Bauarbeiten nach wenigen Wochen Unterbrechung erfolgreich fortgesetzt werden.
Mit dem Bezug des ehemaligen Telekomgebäudes in der Rettistraße im Jahr 2020 stehen der Hochschule Ansbach seither zusätzlich drei große Seminarräume, drei Rechner-Pools sowie Büroräume und ein Co-Working-Space zur Verfügung.
Zudem haben im April 2024 die Umbauarbeiten zur Standorterweiterung am Hauptcampus gestartet. Ab dem Sommersemester 2025 stehen der Hochschule Ansbach im Obergeschoss des ehemaligen real-SB-Markts im Brücken-Center Ansbach weitere Räumlichkeiten zur Verfügung. Dort werden unter anderem ein Audimax mit mehr als 350 Plätzen sowie Co-Working-Spaces, Living-Areas und offene Bereiche mit Lerninseln entstehen. Verbunden wird der neue Standort über eine Glasbrücke mit dem Gebäude 5392.

## Lehre und Studium

### Lehrangebot
Die Hochschule Ansbach bietet ihren Studierenden in ihren drei Fakultäten Wirtschaft, Technik und Medien ein breit gefächertes Lehrangebot, welches 19 Bachelor- sowie 17 Masterstudiengänge umfasst.

#### Fakultät Wirtschaft
Bachelorstudiengänge:
- Angewandte Wirtschafts- und Medienpsychologie (AWM)[25]

- Betriebswirtschaft (BW)[26]
- Datenschutz und IT-Sicherheit (DIS)[27]
- Interkulturelles Management (IKM)[28] am Campus Rothenburg
- Internationales Management für Spitzensportler (BIM)[29]
- Strategisches Management (SMA)[30], berufsbegleitend am Campus Weißenburg
- Wertschöpfungsmanagement (WSM)[31], berufsbegleitend am Campus Herrieden
- Wirtschaftsinformatik (WIF)[32]

Masterstudiengänge:
- Angewandte Künstliche Intelligenz und Digitale Transformation (KDT)[33]
- Data Governance and Ethics (DGE)[34]
- Digital Marketing (DIM)[35] am Campus Rothenburg
- Innovation und Entrepreneurship (IUE)[36]
- Internationales Produkt- und Servicemanagement (IPM)[37] in Kooperation mit der Partnerhochschule Valencia
- Kreatives Management (KMA)[38]
- Leadership (LEA)[39]

#### Fakultät Technik
Bachelorstudiengänge:
- Angewandte Kunststofftechnik (AKT)[40], berufsbegleitend am Campus Weißenburg
- Biomedizinische Technik (BMT)[41]
- Industrielle Biotechnologie (IBT)[42]
- Künstliche Intelligenz und Kognitive Systeme (KIK)[43]
- Nachhaltige Ingenieurwissenschaften (NIW)[44]
- Wirtschaftsingenieurwesen (WIG)[45]

Masterstudiengänge:
- Applied Biotechnology (ABI)[46]
- Applied Research in Engineering Sciences (APR)[47]
- Energiemanagement und Energietechnik (EMT)[48]
- Smart Energy Systems (SES)[49]
- Sustainable Building Systems (SBS)[50]
- Wirtschaftsingenieurwesen (WIN/WIT)[51]

#### Fakultät Medien
Bachelorstudiengänge:
- Multimedia und Kommunikation (MUK)[52]
- Produktionsmanagement Film und TV (PMF)[53]
- Ressortjournalismus (RJO)[54]
- Visualisierung und Interaktion in digitalen Medien (VIS)[55]

Masterstudiengänge:
- Digital Learning (DL)[56]
- Medienwirkungen und Medienpsychologie (MUM)[57]
- Multimediale Medienproduktion (MMP)[58]
- Public Relations und Unternehmenskommunikation (PUK)[59]

#### Fakuktätsübergreifend
- Bachelor Media Systems Engineering (MSE)[60], ab 1. Oktober 2024

### Zulassungsbeschränkungen
Die meisten Studiengänge sind zulassungsfrei. Für wenige Studiengänge ist die Zulassung zum Studium mit einem vollständigen Numerus clausus geregelt. Voraussetzung zur Aufnahme des Studiums im Studiengang Internationales Management ist neben den allgemeinen Zulassungsbedingungen die Zugehörigkeit zum aktuellen oder ehemaligen Bundeskader der olympischen Fachverbände.

## Einrichtungen

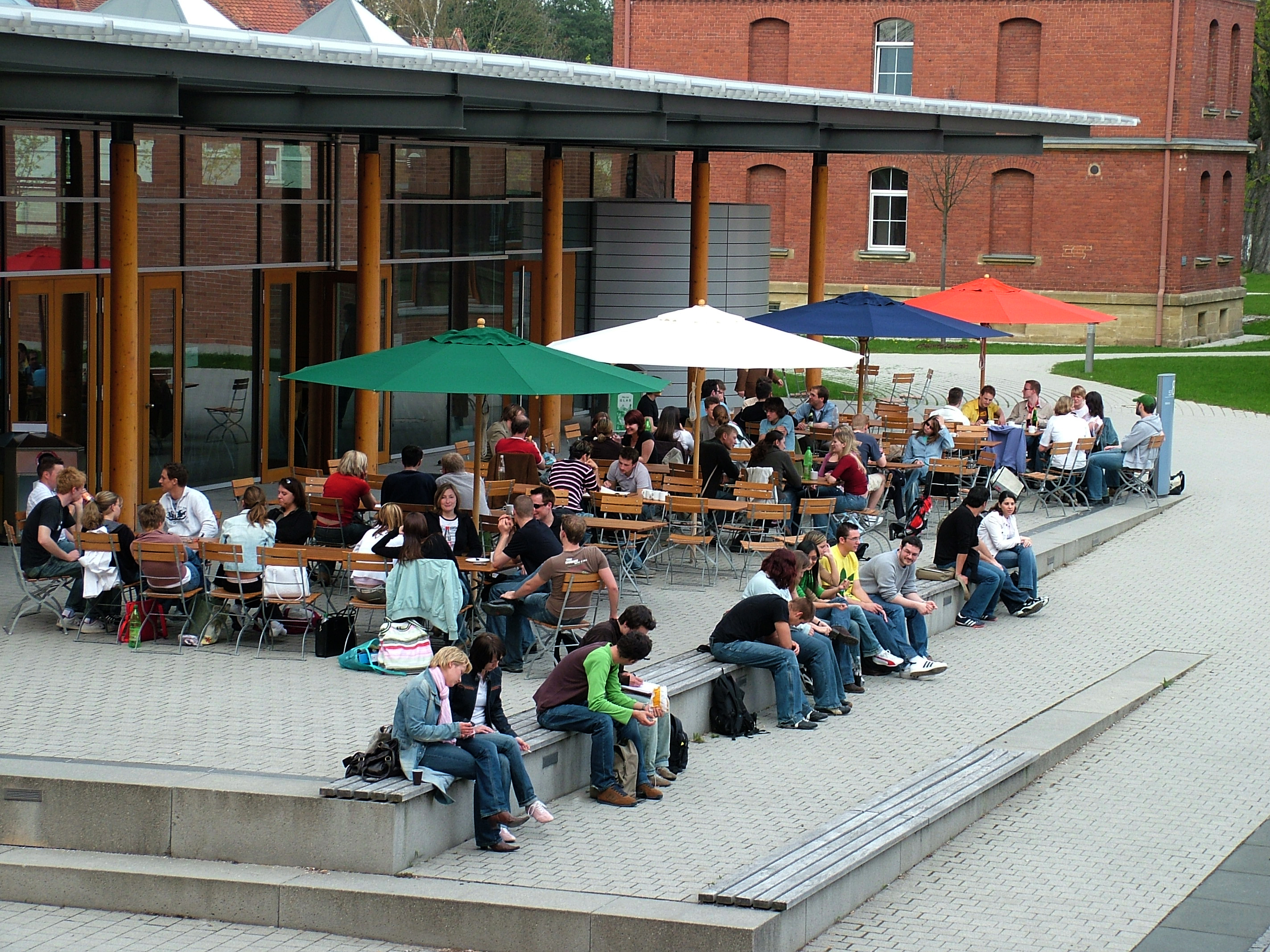
Studenten vor der Mensa

Die zentral gelegene Bibliothek auf dem Campus stellt derzeit ca. 75.000 Printmedien sowie mehr als 200 Millionen elektronische Ressourcen zu den Themen Wirtschaft, Technik, Informatik, Recht und Multimedia zur Verfügung. Sie verfügt über zwei Lesesäle sowie mehrere Gruppenräume und abschließbare Einzelarbeitskabinen. Während der Vorlesungszeiten ist die Bibliothek an Wochentagen von 8:00 bis 24:00 Uhr geöffnet. Neben der kostenlosen Ausleihe von Medien bietet das Bibliotheksteam außerdem Führungen für Schüler- und Studentengruppen sowie regelmäßige Veranstaltungen zum Thema Wissenschaftliches Arbeiten an.
Das Hochschulrechenzentrum bietet zahlreiche zielgruppenspezifische IT-Services in den Bereichen Messaging, File, Print, Application, Account, Support und Cloud. Neben öffentlichen Computer-Pools betreut das Rechenzentrum die Ausgabe der CampusCard, die bargeldlose Transaktionen auf dem gesamten Campus ermöglicht. Des Weiteren besteht die Möglichkeit über das Rechenzentrum kostenlose oder kostengünstige Software zu beziehen und Vergünstigungen bei Hardware zu erhalten.
Die Mensa, betrieben vom Studierendenwerk Erlangen-Nürnberg, versorgt die Studierenden und Mitarbeitenden der Hochschule täglich mit einem warmen Mittagstisch, einer Salatbar und einem regionalen Getränkeangebot. Mit über 300 Sitzplätzen und einer vorgelagerten Terrasse bietet sie eine angenehme Atmosphäre für eine Mittagspause.
Das International Office bietet Hilfestellung bei Fragen zu einem Studium oder Praktikum im Ausland sowie zu Förderprogrammen und Partnerhochschulen (Outgoing). Darüber hinaus ist es für die Betreuung der internationalen Studierenden zuständig (Incoming). Die Hochschule Ansbach pflegt Beziehungen zu Partnerhochschulen innerhalb und außerhalb Europas, darunter Länder wie Österreich, Frankreich, Italien, Portugal, Spanien, Türkei, Irland, Norwegen, Dänemark, Schweden, Finnland, Polen, Tschechien, Ungarn, Australien, Indien, Kanada, USA, China und viele mehr.
Das Büro für Familie, Chancengleichheit und Diversity strebt danach, allen Mitgliedern der Hochschule Ansbach – sowohl Studierenden als auch Mitarbeitenden sowie potenziellen Studierenden – die gleichen Chancen zur Teilnahme zu bieten. Konkret bedeutet dies, dass im Bereich Familie die Vereinbarkeit von Studium, Familie und Beruf unterstützt wird. Im Bereich Diversity liegt der Fokus darauf, Vielfalt zu fördern und strukturelle Benachteiligungen abzubauen.
Das Mentoring-Programm ANke des Frauenbüros richtet sich an Studentinnen, Studienanfängerinnen und Studieninteressierte. Mentoring im Rahmen von „ANke“ ist die Vernetzung mit weiblichen Vorbildern. Dabei gibt eine erfahrene, kompetente und erfolgreiche Frau (Mentorin) ihre Erfahrungen an eine Jüngere (Mentee) weiter und hilft ihr, ihr Potenzial zu entwickeln.
Mit der Gründungsberatung hat die Hochschule Ansbach ein strukturiertes und umfassendes Programm zur Förderung von interdisziplinärem Gründungswissen und Entrepreneurship aufgebaut, das zentralisiert und für die gesamte Hochschule zugänglich ist. Das Hauptziel besteht darin, das Interesse an Unternehmensgründungen bei Studierenden zu steigern und angehende Unternehmerinnen und Unternehmer durch Beratung, Förderung und Vernetzung zu unterstützen.
Das Servicecenter für digitale Lehre und Didaktik fungiert als zentrale Institution an der Hochschule Ansbach, die sich über Fakultäten und Studiengänge hinweg mit digitaler Lehre und Didaktik befasst. Das Serviceangebot reicht von der Bereitstellung von Richtlinien und Orientierungshilfen bis hin zur konkreten Beratung bei der Planung und Umsetzung von Projekten, einschließlich technischer Aspekte. Durch praxisnahe Beratungsformate werden Lehrende dabei unterstützt, didaktische Situationen zu gestalten und die Integration digitaler Technologien in Lehr-Lern-Prozesse zu fördern.

## Bildungspreis
Seit 2018 vergibt die Hochschule Ansbach jährlich einen Bildungspreis an Personen, die sich herausragend für die Bildung einsetzen. Bisherige Preisträger sind Philipp Lahm, Lena Meyer-Landrut, Hannes Jaenicke, Düzen Tekkal und Raúl Krauthausen. Der Preis ist mit 2500 € dotiert. Zudem wird der Hörsaal im Gebäude 70 (70.1.5) zu Ehren des Preisträgers ein Jahr lang nach diesem benannt.
Aufgrund einer Neustrukturierung findet im Jahr 2024 keine Vergabe des Bildungspreises statt.

## Forschung und Weiterbildung
Die Servicestelle Forschung und Transfer der Hochschule Ansbach steht Forschenden sowie interessierten Unternehmen als zentraler Ansprechpartner zur Verfügung. Ziel ist es, in allen Belangen der angewandten Forschung und Entwicklung (aFuE) zu unterstützen. Das umfasst unter anderem die Anbahnung von Forschungsprojekten, die Beratung zu verschiedenen Förderprogrammen sowie die aktuellen Ausschreibungen. Darüber hinaus begleitet die Servicestelle während des gesamten Antragsprozesses und hilft bei der Verwaltung von Drittmitteln. Zusätzlich bietet es Unterstützung bei der Kalkulation von Angeboten für Auftragsforschung, Studien und Gutachten sowie bei der Erstellung von Kostenplänen für Drittmittelanträge.
Die School of Business and Technology hat das Weiterbildungsangebot unter einem Dach zusammengeführt, um als Hochschule für Berufstätige einen zentralen Anlaufpunkt für berufsbegleitende Weiterbildung zu bieten. Für Berufstätige bietet sich ein berufsbegleitendes Studium an, das es ermöglicht, neben der Arbeit zu studieren. Diese Studiengänge sind so konzipiert, dass sie mit einer Vollzeitbeschäftigung vereinbar sind und die Lehrveranstaltungen in der Regel in Blockform und an Wochenenden stattfinden. Die Alternative bildet das Modulstudium, bei dem einzelne Fächer aus dem regulären Studienangebot belegt werden können. Auf diese Weise ist es möglich, auch außerhalb eines traditionellen Studiums Lehrveranstaltungen zu besuchen und sich weiterzubilden. Des Weiteren stehen eine Vielzahl von Lehrgängen, Seminaren und Workshops zur Verfügung, die neben den Bachelor- und Masterstudiengängen angeboten werden und zu einem Hochschulzertifikatsabschluss führen können. Diese Angebote sind äußerst vielfältig und reichen von eintägigen Veranstaltungen bis hin zu umfangreichen Kursreihen oder intensiven Studienmodulen, die über mehrere Semester gehen.